# Acroporium rufum
Acroporium rufum är en bladmossart som beskrevs av Fleischer 1923. Acroporium rufum ingår i släktet Acroporium och familjen Sematophyllaceae. Inga underarter finns listade i Catalogue of Life.